# Boyzone/Diskografie
Diese Diskografie ist eine Übersicht über die musikalischen Werke der irischen Boyband Boyzone. Den Schallplattenauszeichnungen zufolge hat sie bisher mehr als 10,1 Millionen Tonträger verkauft, davon in ihrer Heimat über 80.000. Ihre erfolgreichste Veröffentlichung ist die Kompilation …By Request mit über 3,2 Millionen verkauften Einheiten.

## Alben

### Studioalben
| Jahr | Titel Musiklabel                         | Höchstplatzierung, Gesamtwochen, AuszeichnungChartplatzierungen (Jahr, Titel, Musiklabel, Platzierungen, Wochen, Auszeichnungen, Anmerkungen) | Höchstplatzierung, Gesamtwochen, AuszeichnungChartplatzierungen (Jahr, Titel, Musiklabel, Platzierungen, Wochen, Auszeichnungen, Anmerkungen) | Höchstplatzierung, Gesamtwochen, AuszeichnungChartplatzierungen (Jahr, Titel, Musiklabel, Platzierungen, Wochen, Auszeichnungen, Anmerkungen) | Höchstplatzierung, Gesamtwochen, AuszeichnungChartplatzierungen (Jahr, Titel, Musiklabel, Platzierungen, Wochen, Auszeichnungen, Anmerkungen) | Höchstplatzierung, Gesamtwochen, AuszeichnungChartplatzierungen (Jahr, Titel, Musiklabel, Platzierungen, Wochen, Auszeichnungen, Anmerkungen) | Höchstplatzierung, Gesamtwochen, AuszeichnungChartplatzierungen (Jahr, Titel, Musiklabel, Platzierungen, Wochen, Auszeichnungen, Anmerkungen) | Anmerkungen                             |
| Jahr | Titel Musiklabel                         | DE | AT | CH | UK | US | IE | Anmerkungen                             |
| ---- | ---------------------------------------- | --- | --- | --- | --- | --- | --- | --------------------------------------- |
| 1994 | Said and Done Polydor (Polygram)         | DE68 (12 Wo.)DE | — | CH44 (3 Wo.)CH | UK1 ×3Dreifachplatin · (61 Wo.)UK | — | IE1 (… Wo.)IE | Erstveröffentlichung: 22. Oktober 1994  |
| 1996 | A Different Beat Polydor (Polygram)      | DE47 (9 Wo.)DE | AT40 (6 Wo.)AT | CH21 (10 Wo.)CH | UK1 ×3Dreifachplatin · (28 Wo.)UK | — | IE1 (… Wo.)IE | Erstveröffentlichung: 28. Oktober 1996  |
| 1998 | Where We Belong Polydor (Polygram)       | DE14 Gold · (28 Wo.)DE | AT40 Gold · (9 Wo.)AT | CH8 Gold · (16 Wo.)CH | UK1 ×5Fünffachplatin · (55 Wo.)UK | US167 (4 Wo.)US | IE1 (… Wo.)IE | Erstveröffentlichung: 25. Mai 1998      |
| 2010 | Brother Polydor (EMI)                    | DE55 (1 Wo.)DE | — | CH88 (1 Wo.)CH | UK1 Platin · (22 Wo.)UK | — | IE1 Platin · (19 Wo.)IE | Erstveröffentlichung: 5. März 2010      |
| 2013 | BZ20 Rhino Records (WMG)                 | DE35 (5 Wo.)DE | — | — | UK6 Gold · (17 Wo.)UK | — | IE7 (8 Wo.)IE | Erstveröffentlichung: 22. November 2013 |
| 2014 | Dublin to Detroit EastWest (WMG)         | — | — | — | UK14 Silber · (8 Wo.)UK | — | IE12 (6 Wo.)IE | Erstveröffentlichung: 21. November 2014 |
| 2018 | Thank You & Goodnight Warner Music (WMG) | — | — | — | UK6 Gold · (13 Wo.)UK | — | IE10 (5 Wo.)IE | Erstveröffentlichung: 16. November 2018 |

grau schraffiert: keine Chartdaten aus diesem Jahr verfügbar

### Livealben
| Jahr | Titel Musiklabel                                                    | Anmerkungen                         |
| ---- | ------------------------------------------------------------------- | ----------------------------------- |
| 2013 | 20th Anniversary Tour 2013 – Dublin O2 Arena 28/11/13 Polydor (UMG) | Erstveröffentlichung: November 2013 |

### Kompilationen
| Jahr | Titel Musiklabel                                           | Höchstplatzierung, Gesamtwochen, AuszeichnungChartplatzierungen (Jahr, Titel, Musiklabel, Platzierungen, Wochen, Auszeichnungen, Anmerkungen) | Höchstplatzierung, Gesamtwochen, AuszeichnungChartplatzierungen (Jahr, Titel, Musiklabel, Platzierungen, Wochen, Auszeichnungen, Anmerkungen) | Höchstplatzierung, Gesamtwochen, AuszeichnungChartplatzierungen (Jahr, Titel, Musiklabel, Platzierungen, Wochen, Auszeichnungen, Anmerkungen) | Höchstplatzierung, Gesamtwochen, AuszeichnungChartplatzierungen (Jahr, Titel, Musiklabel, Platzierungen, Wochen, Auszeichnungen, Anmerkungen) | Höchstplatzierung, Gesamtwochen, AuszeichnungChartplatzierungen (Jahr, Titel, Musiklabel, Platzierungen, Wochen, Auszeichnungen, Anmerkungen) | Höchstplatzierung, Gesamtwochen, AuszeichnungChartplatzierungen (Jahr, Titel, Musiklabel, Platzierungen, Wochen, Auszeichnungen, Anmerkungen) | Anmerkungen                                                                   |
| Jahr | Titel Musiklabel                                           | DE | AT | CH | UK | US | IE | Anmerkungen                                                                   |
| ---- | ---------------------------------------------------------- | --- | --- | --- | --- | --- | --- | ----------------------------------------------------------------------------- |
| 1999 | …By Request Polydor (Polygram)                             | DE4 Gold · (34 Wo.)DE | AT4 (16 Wo.)AT | CH5 Gold · (20 Wo.)CH | UK1 ×6Sechsfachplatin · (67 Wo.)UK | — | IE1 ×4Vierfachplatin · (57 Wo.)IE | Erstveröffentlichung: 31. Mai 1999 Chartwochen ab 2000                        |
| 2003 | Ballads – The Love Song Collection Polydor (UMG)           | DE88 (1 Wo.)DE | — | — | UK6 Gold · (10 Wo.)UK | — | IE50 (10 Wo.)IE | Erstveröffentlichung: 17. März 2003                                           |
| 2006 | Key to My Life: The Collection Spectrum Music (UMG)        | — | — | — | UK— SilberUK | — | IE54 (5 Wo.)IE | Erstveröffentlichung: 2006 Charteinstieg: 2009                                |
| 2007 | The Silver Collection Spectrum Music (UMG)                 | — | — | — | — | — | IE94 (2 Wo.)IE | Erstveröffentlichung: 31. Mai 2007                                            |
| 2008 | B-Sides & Rarities Polydor (UMG)                           | — | — | — | UK34 (1 Wo.)UK | — | IE— ×2DoppelplatinIE | Erstveröffentlichung: 13. Oktober 2008 exklusiv bei Woolworths Group verkauft |
| 2008 | Back Again… No Matter What Polydor (UMG)                   | DE48 (3 Wo.)DE | AT68 (1 Wo.)AT | CH92 (2 Wo.)CH | UK4 ×2Doppelplatin · (53 Wo.)UK | — | IE3 (57 Wo.)IE | Erstveröffentlichung: 13. Oktober 2008                                        |
| 2014 | Love Me for a Reason – The Collection Spectrum Music (UMG) | — | — | — | — | — | — | Erstveröffentlichung: 14. Februar 2014                                        |
| 2017 | No Matter What – The Essential Spectrum Music (UMG)        | — | — | — | UK95 Silber · (1 Wo.)UK | — | — | Erstveröffentlichung: 14. April 2017                                          |

grau schraffiert: keine Chartdaten aus diesem Jahr verfügbar

## Singles
| Jahr | Titel Album                                           | Höchstplatzierung, Gesamtwochen, AuszeichnungChartplatzierungen (Jahr, Titel, Album, Platzierungen, Wochen, Auszeichnungen, Anmerkungen) | Höchstplatzierung, Gesamtwochen, AuszeichnungChartplatzierungen (Jahr, Titel, Album, Platzierungen, Wochen, Auszeichnungen, Anmerkungen) | Höchstplatzierung, Gesamtwochen, AuszeichnungChartplatzierungen (Jahr, Titel, Album, Platzierungen, Wochen, Auszeichnungen, Anmerkungen) | Höchstplatzierung, Gesamtwochen, AuszeichnungChartplatzierungen (Jahr, Titel, Album, Platzierungen, Wochen, Auszeichnungen, Anmerkungen) | Höchstplatzierung, Gesamtwochen, AuszeichnungChartplatzierungen (Jahr, Titel, Album, Platzierungen, Wochen, Auszeichnungen, Anmerkungen) | Höchstplatzierung, Gesamtwochen, AuszeichnungChartplatzierungen (Jahr, Titel, Album, Platzierungen, Wochen, Auszeichnungen, Anmerkungen) | Anmerkungen                                                |
| Jahr | Titel Album                                           | DE | AT | CH | UK | US | IE | Anmerkungen                                                |
| ---- | ----------------------------------------------------- | --- | --- | --- | --- | --- | --- | ---------------------------------------------------------- |
| 1994 | Working My Way Back to You Said and Done              | — | — | — | — | — | IE3 (12 Wo.)IE | Erstveröffentlichung: 14. Mai 1994                         |
| 1994 | Love Me for a Reason Said and Done                    | DE47 (17 Wo.)DE | — | CH15 (11 Wo.)CH | UK2 Platin · (17 Wo.)UK | — | IE1 (24 Wo.)IE | Erstveröffentlichung: 28. November 1994                    |
| 1995 | Key to My Life Said and Done                          | DE64 (10 Wo.)DE | — | — | UK3 Silber · (8 Wo.)UK | — | IE1 (17 Wo.)IE | Erstveröffentlichung: 17. April 1995                       |
| 1995 | So Good Said and Done                                 | DE69 (10 Wo.)DE | — | — | UK3 (12 Wo.)UK | — | IE1 (10 Wo.)IE | Erstveröffentlichung: 31. Juli 1995                        |
| 1995 | Father and Son Said and Done                          | DE15 (21 Wo.)DE | AT18 (11 Wo.)AT | — | UK2 Platin · (16 Wo.)UK | — | IE1 (16 Wo.)IE | Erstveröffentlichung: 13. November 1995                    |
| 1996 | Coming Home Now Said and Done                         | — | — | — | UK4 Silber · (9 Wo.)UK | — | IE2 (11 Wo.)IE | Erstveröffentlichung: 26. Februar 1996                     |
| 1996 | Words A Different Beat                                | DE7 Gold · (15 Wo.)DE | AT2 Gold · (17 Wo.)AT | CH2 (18 Wo.)CH | UK1 Platin · (15 Wo.)UK | — | IE1 (10 Wo.)IE | Erstveröffentlichung: 14. Oktober 1996                     |
| 1996 | A Different Beat                                      | DE31 (9 Wo.)DE | AT37 (1 Wo.)AT | — | UK1 Silber · (16 Wo.)UK | — | IE2 (9 Wo.)IE | Erstveröffentlichung: 2. Dezember 1996                     |
| 1997 | Isn’t It a Wonder A Different Beat                    | DE49 (9 Wo.)DE | — | — | UK2 Silber · (15 Wo.)UK | — | IE3 (7 Wo.)IE | Erstveröffentlichung: 3. März 1997                         |
| 1997 | Picture of You Where We Belong                        | DE32 (10 Wo.)DE | AT23 (12 Wo.)AT | CH23 (16 Wo.)CH | UK2 Platin · (18 Wo.)UK | — | IE2 (11 Wo.)IE | Erstveröffentlichung: 21. Juli 1997                        |
| 1997 | Mystical Experience A Different Beat (US-Edition)     | — | — | — | — | — | — | Erstveröffentlichung: 3. November 1997                     |
| 1997 | Baby Can I Hold You Where We Belong                   | DE80 (4 Wo.)DE | AT39 (1 Wo.)AT | CH17 (6 Wo.)CH | UK2 Platin · (15 Wo.)UK | — | IE2 (13 Wo.)IE | Erstveröffentlichung: 21. November 1997                    |
| 1998 | All That I Need Where We Belong                       | DE51 (9 Wo.)DE | — | CH36 (7 Wo.)CH | UK1 Silber · (15 Wo.)UK | — | IE1 (7 Wo.)IE | Erstveröffentlichung: 20. April 1998                       |
| 1998 | No Matter What Where We Belong                        | DE2 Platin · (21 Wo.)DE | AT3 Gold · (21 Wo.)AT | CH2 Gold · (24 Wo.)CH | UK1 ×2Doppelplatin · (16 Wo.)UK | — | IE1 (15 Wo.)IE | Erstveröffentlichung: 3. August 1998                       |
| 1998 | I Love the Way You Love Me Where We Belong            | DE50 (9 Wo.)DE | — | CH43 (1 Wo.)CH | UK2 Gold · (15 Wo.)UK | — | IE2 (12 Wo.)IE | Erstveröffentlichung: 23. November 1998                    |
| 1999 | When the Going Gets Tough ...By Request               | — | — | — | UK1 Platin · (17 Wo.)UK | — | IE2 (10 Wo.)IE | Erstveröffentlichung: 1. März 1999                         |
| 1999 | You Needed Me …By Request                             | DE36 (9 Wo.)DE | AT38 (2 Wo.)AT | CH29 (4 Wo.)CH | UK1 Gold · (15 Wo.)UK | — | IE2 (9 Wo.)IE | Erstveröffentlichung: 3. Mai 1999                          |
| 1999 | Everyday I Love You Ballads: The Love Song Collection | DE41 (7 Wo.)DE | — | CH56 (8 Wo.)CH | UK3 Silber · (15 Wo.)UK | — | IE1 (10 Wo.)IE | Erstveröffentlichung: 22. November 1999                    |
| 2008 | Love You Anyway Back Again… No Matter What            | DE30 (9 Wo.)DE | — | — | UK5 (9 Wo.)UK | — | IE3 (9 Wo.)IE | Erstveröffentlichung: 29. September 2008                   |
| 2008 | Better Back Again… No Matter What                     | — | — | — | UK22 (8 Wo.)UK | — | IE26 (3 Wo.)IE | Erstveröffentlichung: 17. November 2008                    |
| 2010 | Gave It All Away Brother                              | — | — | — | UK9 (9 Wo.)UK | — | IE1 (11 Wo.)IE | Erstveröffentlichung: 8. Februar 2010                      |
| 2010 | Love Is a Hurricane Brother                           | — | — | — | UK44 (3 Wo.)UK | — | IE39 (1 Wo.)IE | Erstveröffentlichung: 17. Mai 2010                         |
| 2013 | Love Will Save the Day BZ20                           | DE59 (1 Wo.)DE | — | — | UK39 (4 Wo.)UK | — | IE42 (3 Wo.)IE | Erstveröffentlichung: 8. November 2013                     |
| 2018 | Dream Thank You & Goodnight                           | — | — | — | — | — | — | Erstveröffentlichung: 15. Juni 2018 feat. Stephen Gately   |
| 2018 | Because Thank You & Goodnight                         | — | — | — | — | — | — | Erstveröffentlichung: 26. Juli 2018                        |
| 2018 | Love Thank You & Goodnight                            | — | — | — | — | — | — | Erstveröffentlichung: 4. Oktober 2018                      |
| 2018 | Tongue Tied Thank You & Goodnight                     | — | — | — | — | — | — | Erstveröffentlichung: 14. Dezember 2018 feat. Alesha Dixon |

## Videoalben
| Jahr | Titel                                   | Höchstplatzierung, Gesamtwochen, AuszeichnungChartplatzierungen (Jahr, Titel, Platzierungen, Wochen, Auszeichnungen, Anmerkungen) | Höchstplatzierung, Gesamtwochen, AuszeichnungChartplatzierungen (Jahr, Titel, Platzierungen, Wochen, Auszeichnungen, Anmerkungen) | Höchstplatzierung, Gesamtwochen, AuszeichnungChartplatzierungen (Jahr, Titel, Platzierungen, Wochen, Auszeichnungen, Anmerkungen) | Höchstplatzierung, Gesamtwochen, AuszeichnungChartplatzierungen (Jahr, Titel, Platzierungen, Wochen, Auszeichnungen, Anmerkungen) | Höchstplatzierung, Gesamtwochen, AuszeichnungChartplatzierungen (Jahr, Titel, Platzierungen, Wochen, Auszeichnungen, Anmerkungen) | Höchstplatzierung, Gesamtwochen, AuszeichnungChartplatzierungen (Jahr, Titel, Platzierungen, Wochen, Auszeichnungen, Anmerkungen) | Anmerkungen                              |
| Jahr | Titel                                   | DE | AT | CH | UK | US | IE | Anmerkungen                              |
| ---- | --------------------------------------- | --- | --- | --- | --- | --- | --- | ---------------------------------------- |
| 1995 | Said and Done                           | — | — | — | UK2 ×2Doppelplatin · (117 Wo.)UK                                                                                                  | — | — | Erstveröffentlichung: 1995               |
| 1996 | Live at Wembley                         | — | — | — | UK1 ×3Dreifachplatin · (128 Wo.)UK                                                                                                | — | — | Erstveröffentlichung: 1996               |
| 1997 | Something Else                          | — | — | — | UK1 ×2Doppelplatin · (70 Wo.)UK                                                                                                   | — | — | Erstveröffentlichung: 29. September 1997 |
| 1998 | Live – Where We Belong                  | — | — | — | UK4 ×2Doppelplatin · (50 Wo.)UK                                                                                                   | — | — | Erstveröffentlichung: 16. November 1998  |
| 1999 | By Request                              | — | — | — | UK1 ×2Doppelplatin · (58 Wo.)UK                                                                                                   | — | — | Erstveröffentlichung: 31. Mai 1999       |
| 1999 | Dublin – Live By Request                | — | — | — | UK3 ×2Doppelplatin · (58 Wo.)UK                                                                                                   | — | — | Erstveröffentlichung: November 1999      |
| 2000 | Live and Behind the Scenes              | — | — | — | UK11 (8 Wo.)UK | — | — | Erstveröffentlichung: 2000               |
| 2001 | Boyzone 2000 Live At the Point          | — | — | — | UK1 Gold · (45 Wo.)UK | — | — | Erstveröffentlichung: 2001               |
| 2008 | Back Again – No Matter What – Live 2008 | — | — | — | UK1 Gold · (34 Wo.)UK | — | — | Erstveröffentlichung: 2008               |

grau schraffiert: keine Chartdaten aus diesem Jahr verfügbar

## Boxsets
| Jahr | Titel Musiklabel                             | Anmerkungen                             |
| ---- | -------------------------------------------- | --------------------------------------- |
| 1999 | The Singles Collection ’94–’99 Polydor (UMG) | Erstveröffentlichung: 29. November 1999 |

## Promoveröffentlichungen
| Jahr | Titel Album             | Anmerkungen                       |
| ---- | ----------------------- | --------------------------------- |
| 2014 | Light Up the Night BZ20 | Erstveröffentlichung: Januar 2014 |

## Statistik

### Chartauswertung
|                     | DE    | AT    | CH    | UK     | US    | IE     |
| ------------------- | ----- | ----- | ----- | ------ | ----- | ------ |
| Nummer-eins-Alben   | DE—DE | AT—AT | CH—CH | UK5UK  | US—US | IE5IE  |
| Top-10-Alben        | DE1DE | AT1AT | CH2CH | UK9UK  | US—US | IE8IE  |
| Alben in den Charts | DE8DE | AT4AT | CH6CH | UK12UK | US1US | IE12IE |

|                       | DE     | AT    | CH    | UK     | US    | IE     |
| --------------------- | ------ | ----- | ----- | ------ | ----- | ------ |
| Nummer-eins-Singles   | DE—DE  | AT—AT | CH—CH | UK6UK  | US—US | IE9IE  |
| Top-10-Singles        | DE2DE  | AT2AT | CH2CH | UK18UK | US—US | IE19IE |
| Singles in den Charts | DE16DE | AT7AT | CH9CH | UK21UK | US—US | IE22IE |

|                          | DE    | AT    | CH    | UK    | US    |
| ------------------------ | ----- | ----- | ----- | ----- | ----- |
| Nummer-eins-Videoalben   | DE—DE | AT—AT | CH—CH | UK5UK | US—US |
| Top-10-Videoalben        | DE—DE | AT—AT | CH—CH | UK8UK | US—US |
| Videoalben in den Charts | DE—DE | AT—AT | CH—CH | UK9UK | US—US |

### Auszeichnungen für Musikverkäufe
| Goldene Schallplatte - Australien - 1996: für die Single Father and Son - 1999: für das Album Where We Belong - Belgien - 1998: für das Album Where We Belong - 1998: für die Single Te garder près de moi - 1999: für das Album By Request - Dänemark - 1998: für die Single Baby Can I Hold You - Kanada - 2000: für das Album By Request - Neuseeland - 1999: für die Single I Love the Way You Love Me - 1999: für die Single You Needed Me Platin-Schallplatte - Australien - 1999: für das Album By Request - 1999: für die Single No Matter What - Belgien - 1998: für die Single No Matter What - Europa - 1996: für das Album Said and Done - 1997: für das Album A Different Beat - Neuseeland - 1998: für die Single No Matter What - Niederlande - 1998: für das Album Where We Belong - 1999: für das Album By Request - Schweden - 1998: für die Single No Matter What - 1999: für das Album Where We Belong - 1999: für das Album By Request | 2× Platin-Schallplatte - Dänemark - 1998: für das Album Where We Belong - 1998: für die Single No Matter What - Europa - 1998: für das Album Where We Belong - Niederlande - 1998: für die Single No Matter What - Norwegen - 1998: für das Album Where We Belong - 1998: für die Single No Matter What - 1999: für das Album By Request - Philippinen - 1997: für das Album A Different Beat 3× Platin-Schallplatte - Europa - 1999: für das Album By Request 5× Platin-Schallplatte - Neuseeland - 1999: für das Album Where We Belong 8× Platin-Schallplatte - Neuseeland - 2000: für das Album By Request |

Anmerkung: Auszeichnungen in Ländern aus den Charttabellen bzw. Chartboxen sind in ebendiesen zu finden.
| Land/RegionAuszeichnungen für Musikverkäufe (Land/Region, Auszeichnungen, Verkäufe, Quellen) | Silber     | Gold       | Platin       | Verkäufe    | Quellen                      |
| -------------------------------------------------------------------------------------------- | ---------- | ---------- | ------------ | ----------- | ---------------------------- |
| Australien (ARIA)                                                                            | —          | 2× Gold2   | 2× Platin2   | 210.000     | aria.com.au                  |
| Belgien (BRMA)                                                                               | —          | 3× Gold3   | Platin1      | 125.000     | ultratop.be                  |
| Dänemark (IFPI)                                                                              | —          | Gold1      | 4× Platin4   | 225.000     | Einzelnachweise              |
| Deutschland (BVMI)                                                                           | —          | 3× Gold3   | Platin1      | 1.250.000   | musikindustrie.de            |
| Europa (IFPI)                                                                                | —          | —          | 7× Platin7   | (7.000.000) | ifpi.org                     |
| Irland (IRMA)                                                                                | —          | —          | 7× Platin7   | 83.000      | irishcharts.ie               |
| Kanada (MC)                                                                                  | —          | Gold1      | —            | 50.000      | musiccanada.com              |
| Neuseeland (RMNZ)                                                                            | —          | 2× Gold2   | 14× Platin14 | 215.000     | aotearoamusiccharts.co.nz    |
| Niederlande (NVPI)                                                                           | —          | —          | 4× Platin4   | 350.000     | nvpi.nl                      |
| Norwegen (IFPI)                                                                              | —          | —          | 6× Platin6   | 240.000     | ifpi.no                      |
| Österreich (IFPI)                                                                            | —          | 3× Gold3   | —            | 75.000      | ifpi.at                      |
| Philippinen (PARI)                                                                           | —          | —          | 2× Platin2   | 80.000      | Einzelnachweise              |
| Schweden (IFPI)                                                                              | —          | —          | 3× Platin3   | 190.000     | sverigetopplistan.se ifpi.se |
| Schweiz (IFPI)                                                                               | —          | 3× Gold3   | —            | 75.000      | hitparade.ch                 |
| Vereinigtes Königreich (BPI)                                                                 | 9× Silber9 | 7× Gold7   | 41× Platin41 | 13.980.000  | bpi.co.uk                    |
| Insgesamt                                                                                    | 9× Silber9 | 25× Gold25 | 92× Platin92 |             |                              |